# 指定席券売機
- 自動券売機  > 指定席券売機
- マルス (システム)  > 指定席券売機

指定席券売機（していせきけんばいき）とは、自動券売機のうち、座席指定券の発券機能を有するもの。
本項目では、鉄道情報システムが開発し、JRグループの旅客鉄道各社が設置するものについて取扱うこととする。それ以外の私鉄（民鉄）各社の座席指定券券売機については「自動券売機#私鉄各社」を参照のこと。

## 概要

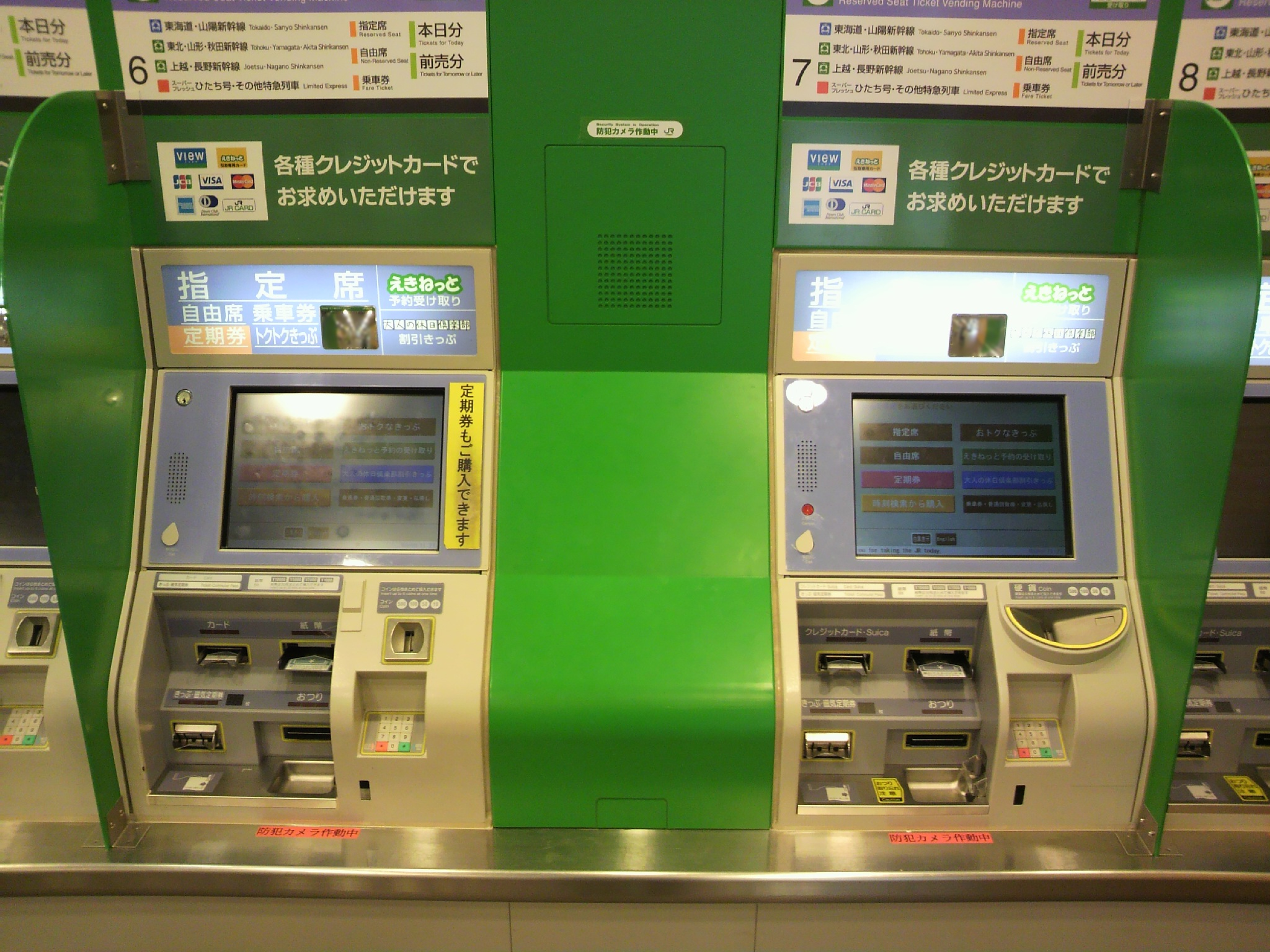
JR東日本の指定席券売機
MV35型（右）とMV30型（左）
（上野駅中央改札窓口内にて）

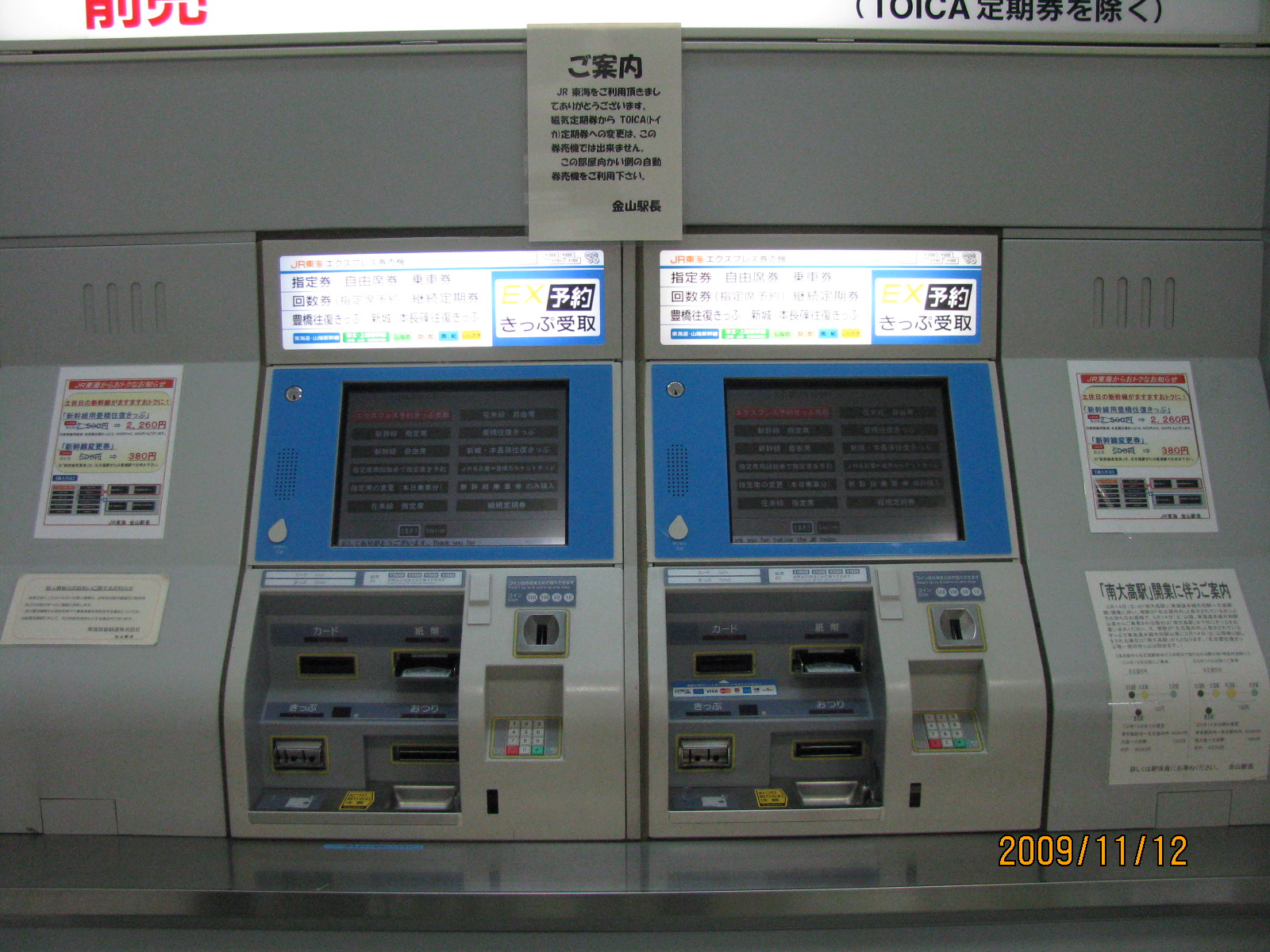
金山駅に設置されていたエクスプレス券売機

JRグループの座席指定券予約発券システム「マルス」に接続され、指定席券を始めとする乗車券類を利用者が直接操作を行い発券可能な機器である。鉄道情報システムの製品名は「顧客操作型端末」であるが、西日本旅客鉄道（JR西日本）以外のJR旅客5社では「指定席券売機」、JR西日本では「みどりの券売機」の名称で設置している（付加された機能によって独自呼称が与えられている場合がある。後述）。
有人の指定席券発売窓口であるみどりの窓口と異なり、発売している列車や路線などに制限がある。主に設置駅での発券頻度が高い列車・路線を扱っている。

### JR各社における導入
北海道旅客鉄道（JR北海道）
2015年までは、札幌駅・新千歳空港駅・旭川駅に指定席特急券を購入出来る指定席券売機が設置され、札幌駅と新千歳空港駅に快速「エアポート」のuシート専用指定席券売機が設置されていた。2015年11月頃より、札幌近郊の駅を中心に設置駅が増加し、2016年3月には北海道新幹線の各駅にも設置された。さらに2018年頃、道北・道東地区の主要駅にクレジットカード専用端末が設置された。小樽駅や千歳駅北口など、後述の「話せる券売機」に置換えられた駅もある。
2019年10月現在、QRコードによる乗車券類の購入の他、一部駅ではICカードへのチャージや、近距離きっぷの購入が可能である。
東日本旅客鉄道（JR東日本）
東京近郊及び新幹線・特急列車の停車する主要な駅を中心に、指定席特急券を購入できる券売機が設置されている。
以前はJR東日本が独自に開発した端末「トラベルエディ」が設置されていたが、この名前は撤去され現在の端末には使用されていない。単に「指定席券売機」と呼ぶだけである。
定期券など各種切符や割引切符も購入可能。一定の範囲で設置駅以外の任意の駅間や日付も指定でき、従来の券売機の機能を大幅に増やした、みどりの窓口の機能に近い券売機である。
2019年時点では熱転写印字式MV30型及びMV35型、感熱印字式MV35D型及びクレジットカード専用MV35C型、性能を更新した感熱印字式MV50型及びクレジットカード決済専用MV50C型が使用されている。これらは特急券の他に、トクトクきっぷや普通乗車券（東京近郊の駅ではJR線の任意の区間、一部の地方路線の駅では自駅発のみ、及び連絡他社線に跨る区間の乗車券を購入可能）・磁気定期券、Suica定期券（Suica取扱駅のみ）も購入できる。この券売機の導入に伴って、オレンジカードに対応している自動券売機での新幹線自由席特急券の販売を終了した駅や、定期券券売機の設置数が減らされた駅もある。一部の列車を除き、シートマップから座席を選択出来ることが特徴である。
2007年12月から、新幹線・在来線乗継メニュー内で時刻検索機能が利用出来るようになり、マルスの時刻検索機能を利用してJR全線（博多南線等一部路線を除く）及び連絡他社線の列車時刻・乗換検索、及び当該区間・列車の乗車券・特急券等の発売が可能となった。これにより、以前は設置駅周辺を発着する、予め設定された列車及び新幹線からの乗継のみ発売が可能であった特急券・急行券等に関しても、JR全線及び連絡他社線の任意区間について発売が出来るようになっている。
2008年4月からは、インターネットで予約した定期券の購入（ネットde定期券）、普通回数券の購入、本日以外の指定券の乗車変更、さらには現金で東日本管内の駅の指定席券売機で購入したものについての払戻し機能が付加された（JR東日本独自の機能）。
「えきねっと」受取専用機としてJR東日本情報システムの独自開発によるMEV型が使用されている。
東海旅客鉄道（JR東海）
新幹線特急券をメインとした指定席特急券が発行可能な自動券売機が主要駅に設置されている。また、エクスプレス予約の受取専用またはクレジットカード専用指定席券売機も設置されている。
2000年頃の指定席券売機設置時は「新幹線の券売機」、後に「エクスプレス券売機」という愛称を使用しており、エクスプレス予約が東京駅 - 新神戸駅間で行われていた2006年までは券売機の表示（最上部の「JR東海」の横に表示されていた）、ウェブサイトの案内とも使用されていた。エクスプレス予約が東海道新幹線・山陽新幹線全線に拡大した2006年以降は券売機の表示は残ったが、案内では単に「指定席券売機」となった。その後、券売機の機種更新により「エクスプレス券売機」の表示も消滅した。
2014年10月1日より、JR他社の同等機種と同様に、指定券購入時にシートマップ選択が出来るようになった。以前は窓側、通路側のみの選択だった。
以前より乗換検索や乗車券単独での購入については、発駅を購入駅から変更することが出来なかったが、2023年ダイヤ改正時より、JR東日本等と同様任意区間での購入が可能となった。
西日本旅客鉄道（JR西日本）
初代MV10型登場から暫くはJR他社と同様に「指定席自動発売機」の名称で設置していたが、2001年（平成13年）10月頃より「みどりの券売機」という愛称を付けており、MV30型・MV50型等が設置されている。みどりの窓口と同じ緑色を基調としたデザインが特徴。なお、「みどりの券売機」はJR西日本の登録商標（第5498177号）である。また、JR東海と同様にエクスプレス予約・e5489受取専用機としてMV40型・MV60型等を使用している。またMV60型については、クレジットカード専用指定席券売機として運用している駅もある。
2025年4月1日の機能改修まで、普通乗車券の発券に当たっては「乗車券のみ」のメニューからは、自駅発かつ当日分に限って発行され、「時刻検索で購入」の機能を使用した場合、検索された列車が全区間普通列車の場合は、前売り分の購入が可能な一方、発売駅が発駅となる場合以外は購入が不可能な設定となっている駅が多かった。機能改修後は、利用日と発駅を任意に選択できるようになり（特急列車利用時と同様、サブメニューのその他の駅のボタンから入る形式）、時刻検索での購入の制限も解除されている。
四国旅客鉄道（JR四国）
2008年3月15日に高知駅に設置されたMV30型指定席券売機が最初の事例である。2008年6月1日には高松駅にも導入、その後、松山駅、坂出駅、丸亀駅、新居浜駅等にも設置された。高松駅にはe5489・エクスプレス予約受取専用端末も設置されている。
乗車券については、JR東日本の首都圏同様に任意の区間の前売購入が可能となっている。
当初は特に名称を付けていなかったが、2020年に一部駅で導入されたアシストマルス（後述）には「みどりの券売機プラス」の名称が付けられている。
九州旅客鉄道（JR九州）
博多駅・小倉駅などに指定席・自由席特急券・2枚きっぷ・4枚きっぷ・継続定期券を購入できる指定席券売機が設置されている。また、博多・小倉・長崎・大分・熊本・鹿児島中央の各駅には、JR九州電話・インターネット予約受取用に「ご予約きっぷ受け取り専用機」端末が設置されている。

## 利用可能なサービス
指定席券売機は様々な乗車券類発行に対応しているが、機能を限定して設置することが可能で、実際に発券可能なものはJR各社・支社・駅・設置場所によりまちまちとなっており、部分的に利用不可の場合もある。また、指定席券売機の初期表示画面も、JR各社・支社・駅・設置場所によりカスタマイズされている。
- 特急券・急行券・乗車券の購入
- IC定期券（Suica、TOICA、ICOCAなど、各エリア内のみ）・磁気定期券（フレックスも可）の購入（通学定期は継続購入のみ可能）
- 指定席の予約・変更（指定席券を発券出来る特別企画乗車券へ指定席を設定することも可能）
- トクトクきっぷの購入（一部駅を除く。2007年冬からは「青春18きっぷ」〔当初は一部駅のみ。その後他地域に波及〕、その他「新幹線回数券」など、JR各社・支社・駅ごとに設定が異なる）
- インターネット上の予約サービスで予約した乗車券類の受取（予約サービスごとに、受取可能な会社や駅が異なる。受け取り可否については「鉄道情報システム#列車予約サービスの比較」も参照のこと。）
  - えきねっと（JR東日本、JR北海道、JR東海、JR西日本の北陸エリア[19]。JR北海道、JR東海、JR西日本では、受け取りが可能な駅と乗車券類に制限がある[20]）
  - エクスプレス予約（JR東海、JR西日本、JR九州、JR東日本の東京都区内、横浜市内・川崎・鶴見線内および小田原・熱海の各駅[21]）
  - e5489（JR西日本、JR四国、JR九州、JR東海、JR東日本。JR東海では受け取りが可能な区間に制限があり[22]、JR東日本では受け取りが可能な駅[23]に制限がある[24]。かつて存在した5489サービス（電話予約）もこれに準じていた）
  - JR九州列車予約サービス（JR九州、JR西日本。JR西日本では、「eきっぷ」・「e早特」・「スーパー早特きっぷ」と無割引の特急券・乗車券類のみ受け取りが可能。またNICOS国内専用カードで決済したものはJR西日本管内の駅での受け取りができない[25]。かつて存在したJR九州電話予約もこれに準じていた）
  - サイバーステーション（JR西日本のみ[26]。金沢支社のえきねっと受け取り対応駅は2020年10月の改修時に追加）
    - 2013年1月まではJR西日本においてプッシュホン予約を受け取ることができた[27]（プッシュホン予約は2013年1月末廃止）。
- 入場券の購入（一部の駅のみ）
- 交通系ICカードの入金額でのきっぷの購入（JR東日本のみ）
- 交通系ICカードへのチャージ（JR北海道のみ）
- 近距離券サイズの金額式乗車券の購入（JR北海道・東海[28]・九州のみ）[注釈 1]
- ジェイアール東海ツアーズの乗車票受取（JR東海のみ。QRコード使用）[29]
- JR東日本ダイナミックレールパック及びびゅうオンラインのきっぷ・クーポン券類の受取（JR東日本のみ[30]）
- 上記以外の旅行会社各社の契約乗車票受取（2020年10月から。QRコード対応）
- ジャパンレールパスのインターネット予約済指定券の受取及び座席指定の新規予約[31]
- 一部きっぷの払いもどし（2024年4月から。下記のケースを除く）[32]

なお、指定席券売機のユーザインタフェースはみどりの窓口の駅係員用の発券端末をベースとして開発が行われているため、利用者目線では操作性が直感的でない部分があり、加えてJRのきっぷのルールや列車名・路線名など一定の予備知識がなければ操作が難しいことから、不慣れな利用者には利用しづらく、さらに後述の通り窓口で取扱う業務を指定席券売機が代替しきれていない現状もあり、これらのことがみどりの窓口等の駅係員窓口から指定席券売機への利用者の転移が進まない一因となっているとの指摘がある。

## 利用できないサービス
下記の事項は基本的に指定席券売機では対応しておらず、みどりの窓口等の駅係員窓口で申し出る必要がある。なお、後述のアシストマルスではオペレーターを通すことで対応可能となる場合もある。また窓口が混雑する時期は、係員操作専用の画面に切り替えて、駅係員の操作により通学定期券や割引きっぷを発券する場合がある。
- 一部きっぷの購入・発券
  - 一部の他駅発の乗車券の購入
  - 一部の臨時駅発の乗車券の購入
  - 経路が一周または「6」の字となる乗車券の購入
  - 一部を除く連続乗車券の購入
  - 一部を除く連絡乗車券の購入
  - 一部の臨時列車の指定席・自由席特急券の予約・購入
  - 全車両座席指定列車で満席時に発売される立席特急券の乗車日から2日前以前の予約・購入
  - 一部を除く特殊な設備（車いす対応座席、コンパートメント席等）の指定席の予約・購入
  - 寝台・個室のきっぷの購入
  - 多数の列車を乗り継ぐ経路のきっぷの購入（概ね4列車以上）
  - 時刻検索機能で検索結果に表示されない経路のきっぷの購入
  - 時刻検索機能で翌日に跨るきっぷの購入
  - 一定の条件で金額が割引となるきっぷの購入（学生割引、障害者割引、ジパング倶楽部等）
  - レール＆レンタカーきっぷ等の一部のトクトクきっぷの購入
  - 一部を除くイベント券の購入
  - 団体乗車券等の特殊なきっぷの購入
  - こども用交通系ICカードの購入
  - 乗車券を含むきっぷをインターネット予約し、最初に乗車する列車が新幹線以外の場合の改札内設置の指定席券売機での発券
- 一部きっぷの乗車変更
  - 乗車日、区間、金額のいずれか1つ以上が変更になるきっぷの変更（新幹線特急券に限りミニ新幹線区間を含まないこと、変更により過剰額の払い戻しが発生しないこと、変更後も同一方面の区間であることなど、一定の条件を満たせば変更可）
  - 一部の翌日以降乗車分のきっぷの変更
  - 全車両座席指定列車で満席時に発売される立席特急券の変更
  - 特急券と乗車券が1枚で発行されたきっぷの乗車券または特急券のいずれかのみの変更
  - 特急券やトクトクきっぷに付随して発券された金額表示のない座席指定券の変更
  - 指定席券売機以外の自動券売機で購入した表面がオレンジ色のきっぷの変更
  - 車内にて発券、もしくは手書きで発券されたきっぷの変更
  - 乗車変更したきっぷの座席変更
  - 使用開始後のきっぷの変更
  - 列車遅延時等における発車時刻を過ぎたきっぷの変更
  - 一部を除く指定席券売機で購入できないきっぷの変更
  - きっぷの変更により不足額が発生した場合の現金以外での決済
- 一部きっぷの払いもどし[注釈 2]
  - 乗車日当日の乗車券・在来線特急券・座席未指定券の払いもどし
  - 特急券と乗車券が1枚で発行されたきっぷの乗車券または特急券のいずれかのみの払いもどし
  - 寝台・個室のきっぷの払いもどし
  - 自動改札機非対応の細長いきっぷの払いもどし
  - 指定席券売機以外の自動券売機で購入した表面がオレンジ色のきっぷの払いもどし
  - 車内にて発券、もしくは手書きで発券されたきっぷの払いもどし
  - ジパング倶楽部、障害者割引などの割引きっぷの払いもどし
  - レール＆レンタカーきっぷ等の一部のトクトクきっぷの払いもどし
  - 入場券の払いもどし
  - 団体乗車券等の特殊なきっぷの払いもどし
  - 交通系ICカードの払いもどし
  - 交通系ICカードで購入したきっぷの払いもどし
  - 旅行代理店で発券したきっぷの払いもどし
  - 乗車変更したきっぷの払いもどし
  - 使用開始後のきっぷの払いもどし
  - 他の窓口等で払戻申出証明済のきっぷの払いもどし
  - 運休・事故等により無手数料で払いもどし対象となったきっぷの払いもどし（手数料を負担すれば可）
  - 払いもどしに伴う払戻計算書の発行
- 定期券の払いもどし・区間変更
- 一部の通学定期券の購入
  - 新年度最初の通学定期券の購入（一部会社では2024年4月から継続購入に限り購入可）
  - 有効期間が翌年度4月末を越える通学定期券の購入（一部会社では2024年4月から卒業予定年度の翌年度4月末まで購入可）

また、上記の通り駅係員窓口では可能な様々な手続が指定席券売機では代替しきれていない状況にもかかわらず、みどりの窓口等の駅係員窓口を削減して指定席券売機に置き換える施策をJR各社が強行したことにより、これらの手続を求める利用者や、外国人旅行者をはじめとする日本の鉄道を利用し慣れていない利用者が残された窓口に殺到し、繁忙期には駅構内で混乱が生じるなどの問題が発生したため、JR東日本では2024年5月にみどりの窓口削減計画の凍結に追い込まれる状況となっている。

## 特色

### 指定席券売機

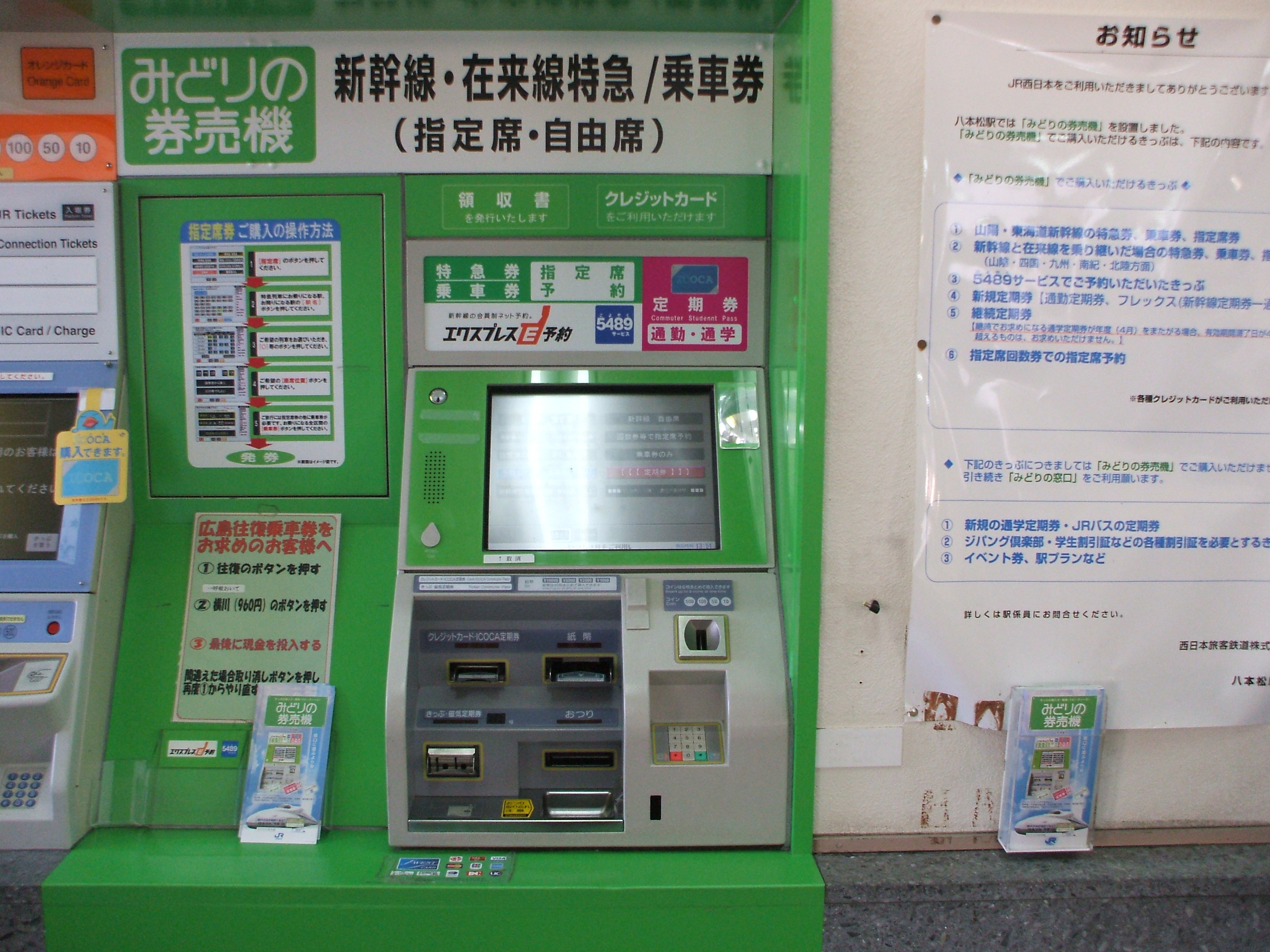
MV30型「みどりの券売機」（八本松駅）

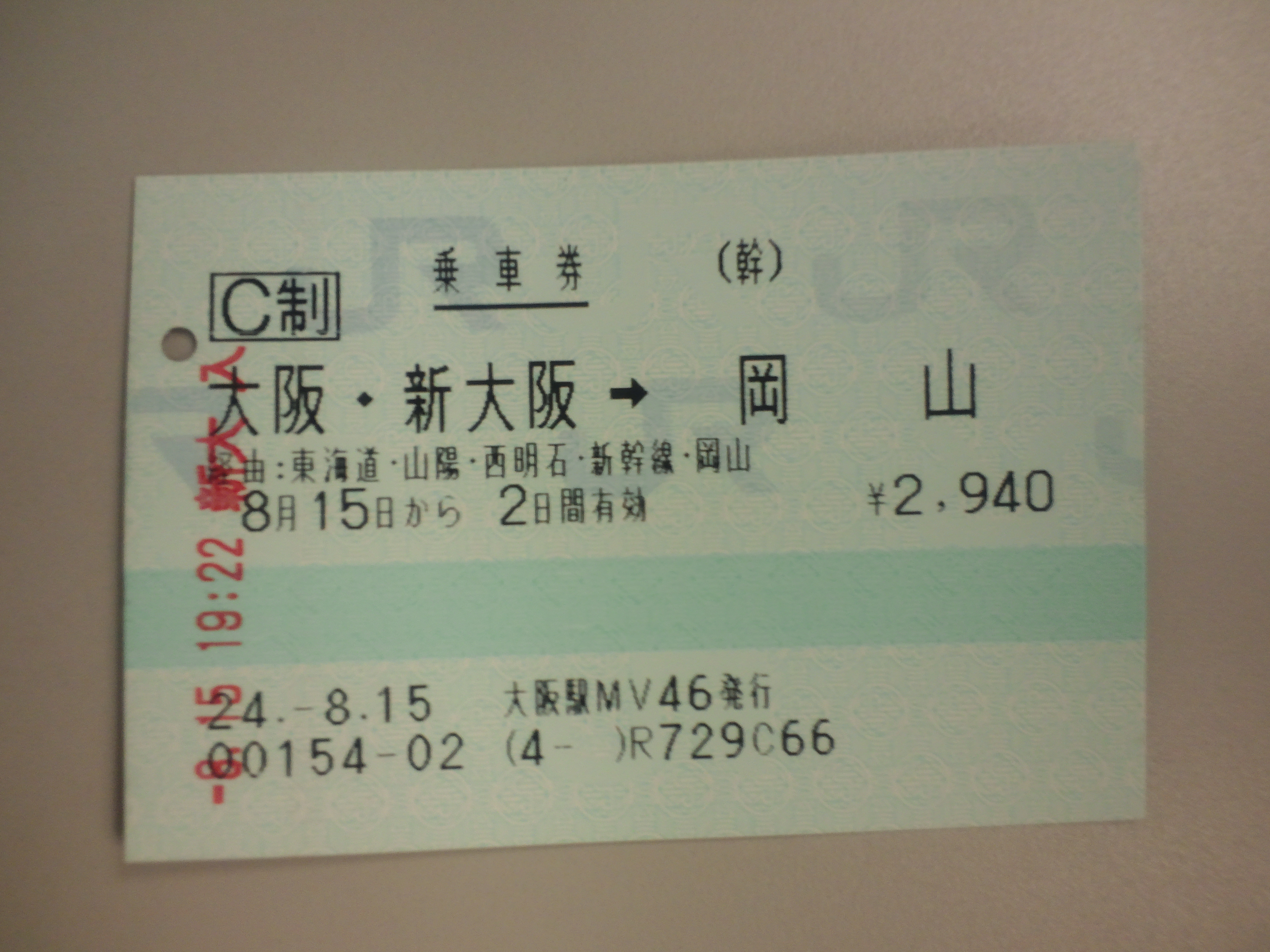
みどりの券売機で発行された乗車券

鉄道情報システムが開発、JRグループ各社が導入したもので、マルスに接続しており、MV10型から始まり、その改良型で発売できる券種を拡充したMV30型、MV30型の一部を改良し、処理を高速化したMV35型、MV35型をインクリボン転写印字から2色印刷対応感熱紙を使用した感熱印字に変更したMV35D型、さらに改良が加えられ、QRコード読取（JR西日本では2017年開始のe5489のコンビニエンスストア・銀行ATM等での現金決済サービス受取コードとして使用）や、従来の英語に加えて中国語・韓国語の画面表示に対応したMV50型、クレジットカード専用MV40型、MV40型にQRコード対応等MV50型に準じた改良を加えたMV60型の7種類があるが、MV10型については、2022年3月現在で既にMV30型以降の機種に置換えられている。なお、MV40・MV60型については、インターネット予約や電話予約の受取専用機として使われる事が多く、JR西日本では「みどりの受取機」の愛称を使用している。また、支社によっては別の愛称があり、福知山支社では「みどりくん」と呼ばれている。
主にJRグループ管内を運行する特急・急行列車と新幹線を取り扱う。ただし寝台列車は各社インターネット予約サービスの受け取りにのみ対応している。
設置駅により取り扱い列車は変わる。ただし、路線や駅名等を指定するとJR他社の特急・急行列車の指定券・自由席券も購入することが可能である。指定席では、購入客自身で座席表から席を自由に選択する事が可能である。これは特急だけで無く、指定席が連結されている快速列車等の在来線列車も対象となる。東海道新幹線区間を含む列車座席位置指定は2014年10月1日から可能となった。
指定席券売機では、普通列車のみの利用時でも、他駅発の乗車券を購入することが可能である。ただし、JR東日本では初乗り区間の購入に制限がかけられている。
Suica、TOICA、ICOCAエリア内に設置されている駅では、各エリアに対応したIC定期券を購入する事が可能である（ただし、通学定期は同一年度における継続のみ。夏休み、冬休みは、使用開始日が選べる）。また、近距離の乗車券類購入でも領収書の発行が可能である。
クレジットカードは、JRグループ各社が自社ブランドで発行するクレジットカードやJRグループ6社共同提携のJRカードを始め、VISA・MasterCard・AMERICAN EXPRESS・DinersClub International・Discoverの国際ブランドが付いたクレジットカードが利用可能である。その他、JRグループ各社ごとにクレジットカード会社と直接加盟契約を行い、国際ブランド扱いとならない決済もあるが、一部の国際ブランドが付いていないハウスカードを除いて、通常は利用者が意識する必要は無い。なお、決済には暗証番号が必要となるため、暗証番号が設定されていない一部法人用クレジットカードは乗車券類の発券が出来ないが、予約分の乗車券受取は可能である。
駅員が操作するマルス端末の発想で作られているため、一般客にとっては利用が難しいという指摘がある。

### リモートマルス

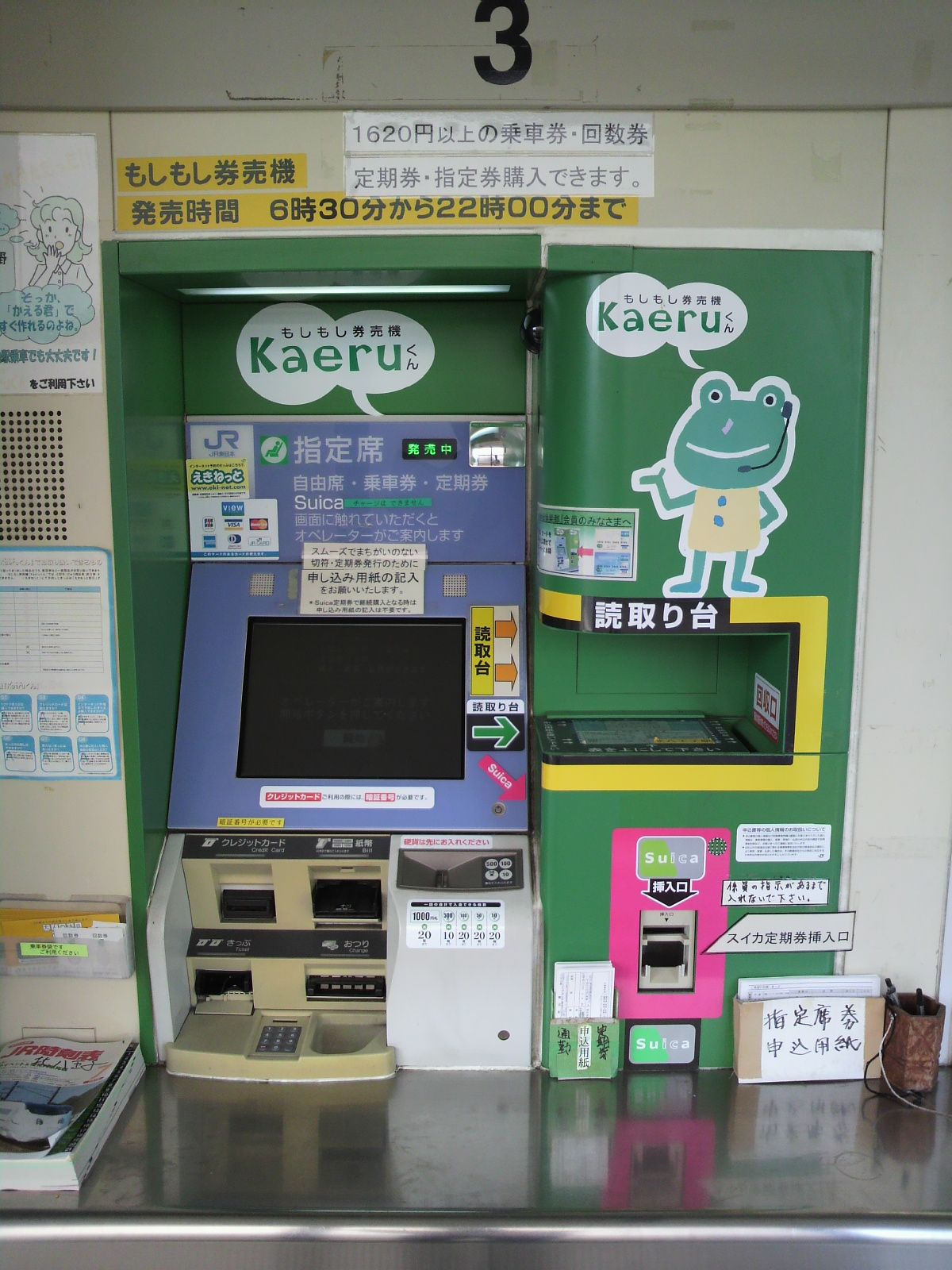
もしもし券売機Kaeruくん（北八王子駅）にて（現在は撤去済）

JR東日本が2000年度より研究開発し、2005年（平成17年）3月25日より導入した「係員遠隔操作型指定券発行システム」のこと。オペレーターと通話しながら座席指定券や定期乗車券などを購入するシステムで、JR東日本では「もしもし券売機 Kaeruくん」の名称で導入された。有人のみどりの窓口を閉鎖し、その代替として設置されたため、営業案内や市販の時刻表ではみどりの窓口として扱われた。
2005年（平成17年）3月25日、青梅線の西立川駅・東中神駅・中神駅・福生駅・羽村駅・小作駅・東青梅駅に導入され、その後2006年（平成18年）春には八王子支社・高崎支社・水戸支社・千葉支社・秋田支社の一部の駅に導入された。
指定席券売機と同じ筐体の右側に書画台（画像では機械の右にある読取台）を備えており、学生割引など各種割引申込に対応し、みどりの窓口とほぼ同様の商品購入が可能であった。使用済みの申込書・証明書類は読取台の端にある回収口（写真）に投入する。
なお、鹿島神宮駅を除く東京近郊区間内の設置駅ではSuica定期券も発売し、読み取り台の下にSuica定期券の発券口が設置された。
人員配置効率化を図りつつ、通常の指定席券売機よりも多種の乗車券類の発券が出来、証明書が必要な割引乗車券類の発行や乗車券類の払戻や変更に対応しているメリットがある一方、みどりの窓口の代替として設置されたものにもかかわらず、みどりの窓口で扱う全てのものが取扱われていなかったり、利用が集中した場合にはオペレーターに繋がるまで時間が掛かるなどの問題もあった。
地元自治体からは、駅の合理化が、地域の地盤沈下につながると懸念する意見があった。
2012年に入り、老朽化を理由に秋田支社と高崎支社で「Kaeruくん」を廃止し、（オペレーターとの対話機能の無い）指定席券売機を設置する旨が発表され、その後公式ウェブサイトでも、各駅情報の「みどりの窓口」の欄に「Kaeruくん」の営業終了日が記載されるようになった。2012年3月22日の青堀駅設置分の廃止をもって、端末は全廃され、導入から僅か6年で廃止されることとなった。JR東日本以外での導入は無かった。

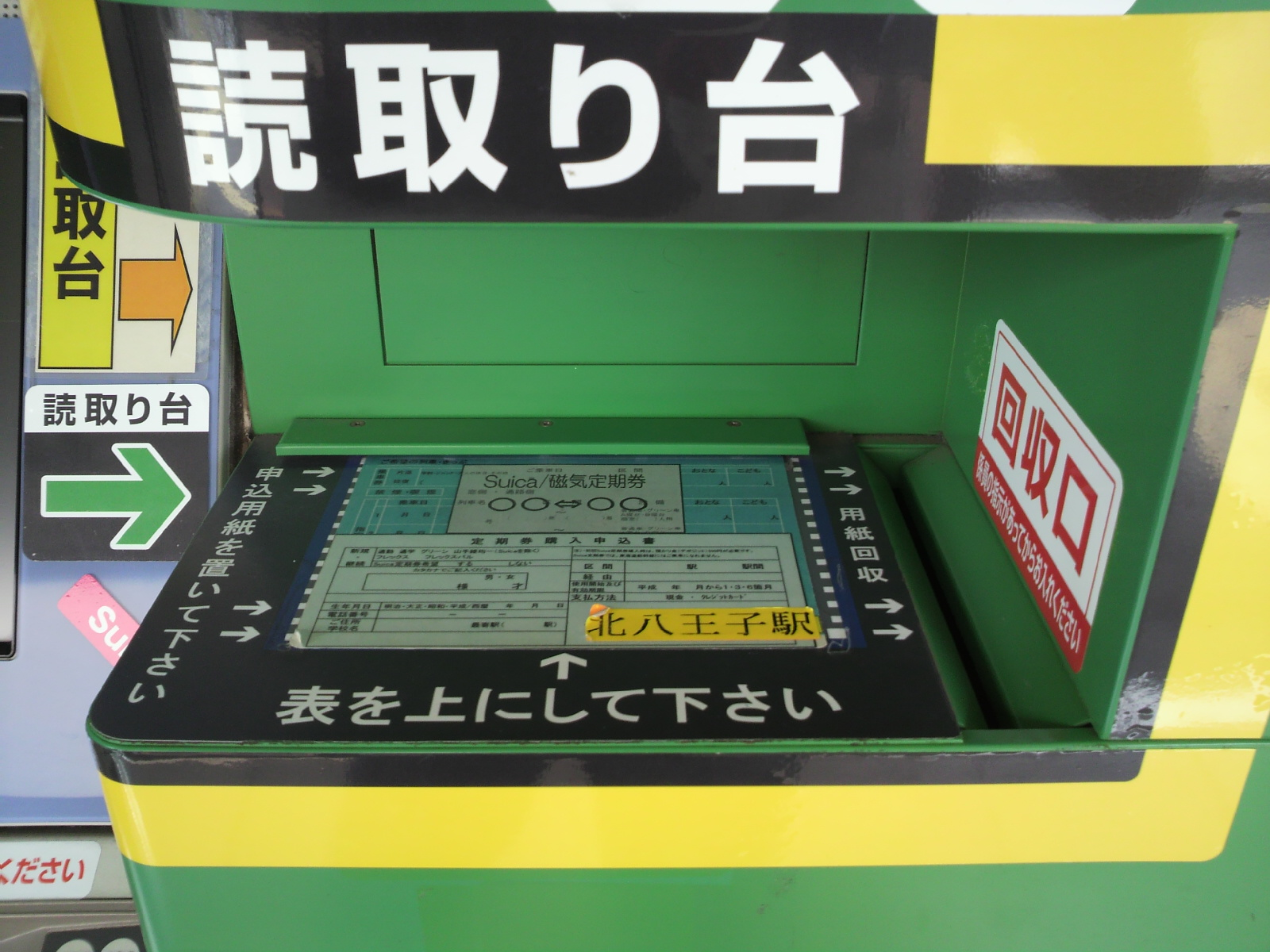
Kaeruくんの読み取り台
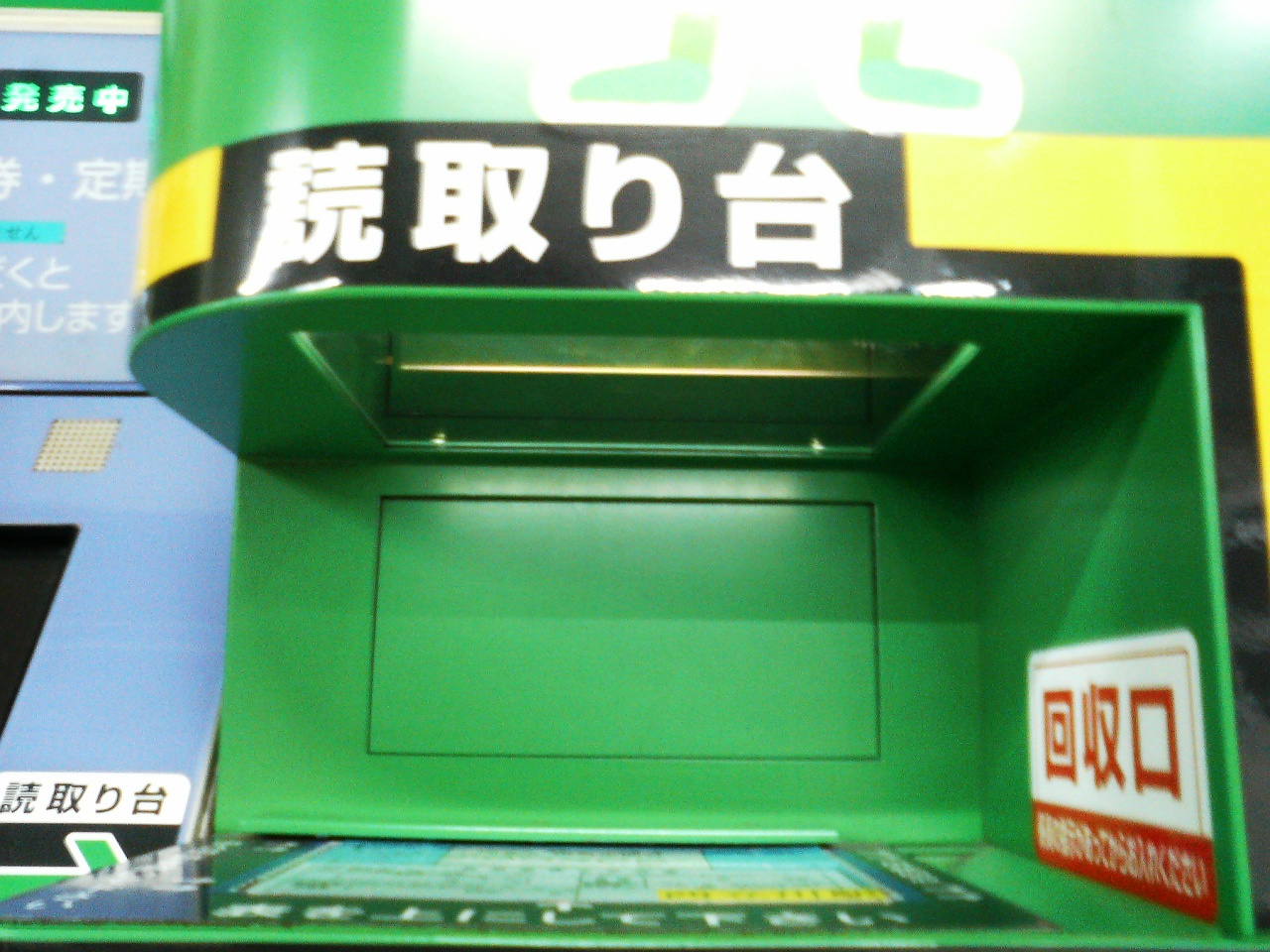
Kaeruくんの読み取り台上部
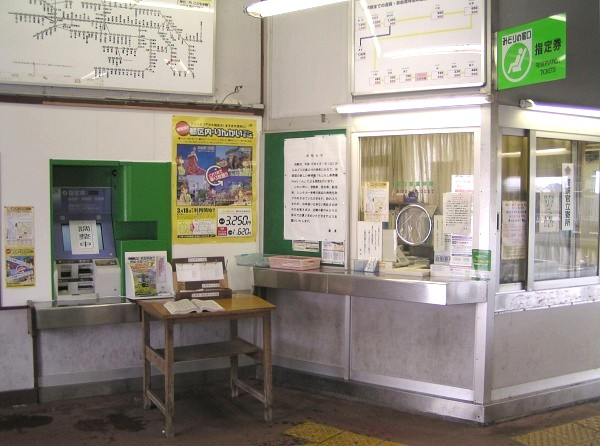
まだ使用の開始されていない「Kaeruくん」と、「Kaeruくん」の使用開始後は閉鎖される有人窓口

### アシストマルス

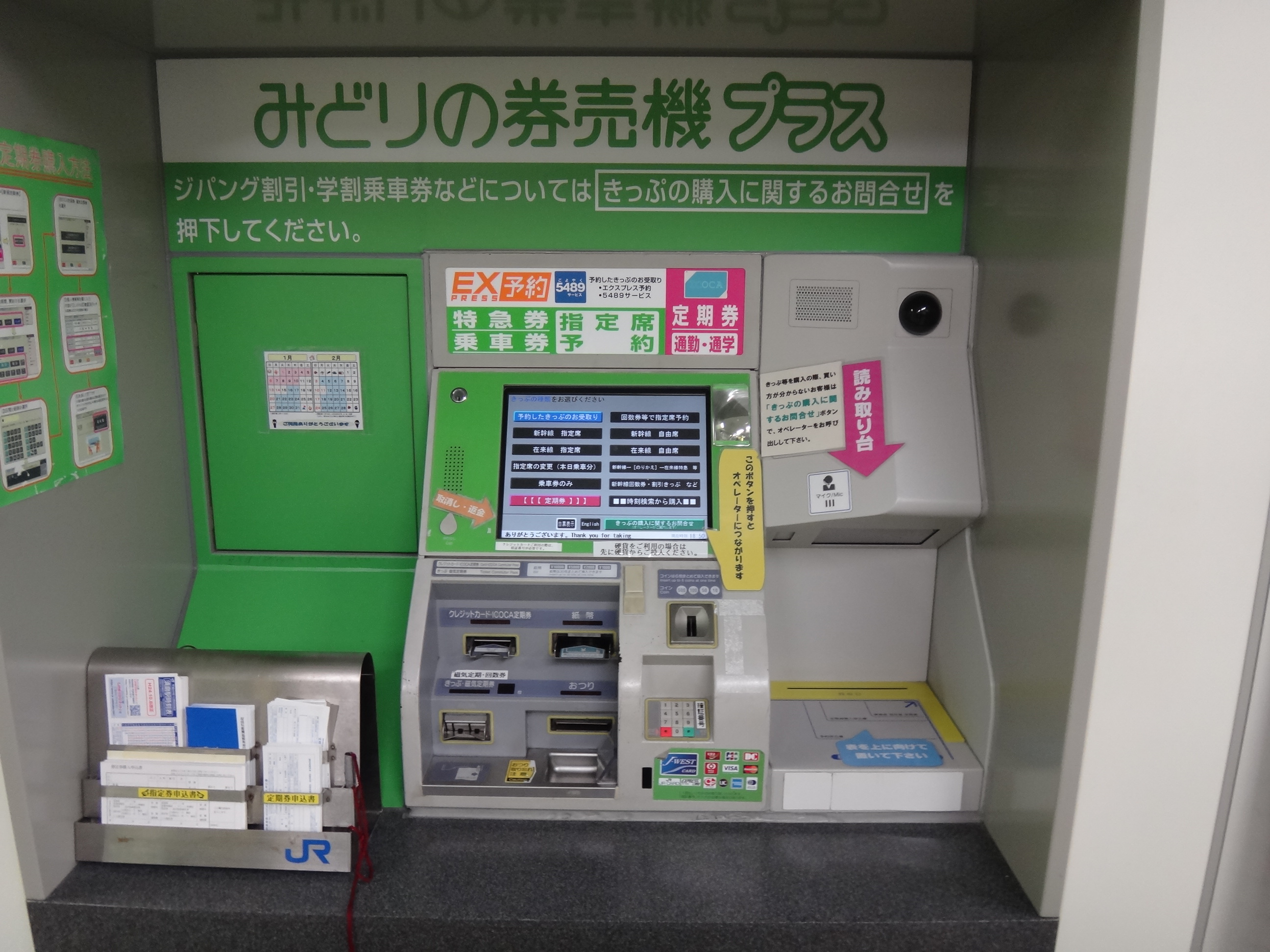
須磨駅に設置されたみどりの券売機プラス（MV30型）、カメラときっぷなどの読み取り機が増設されている。

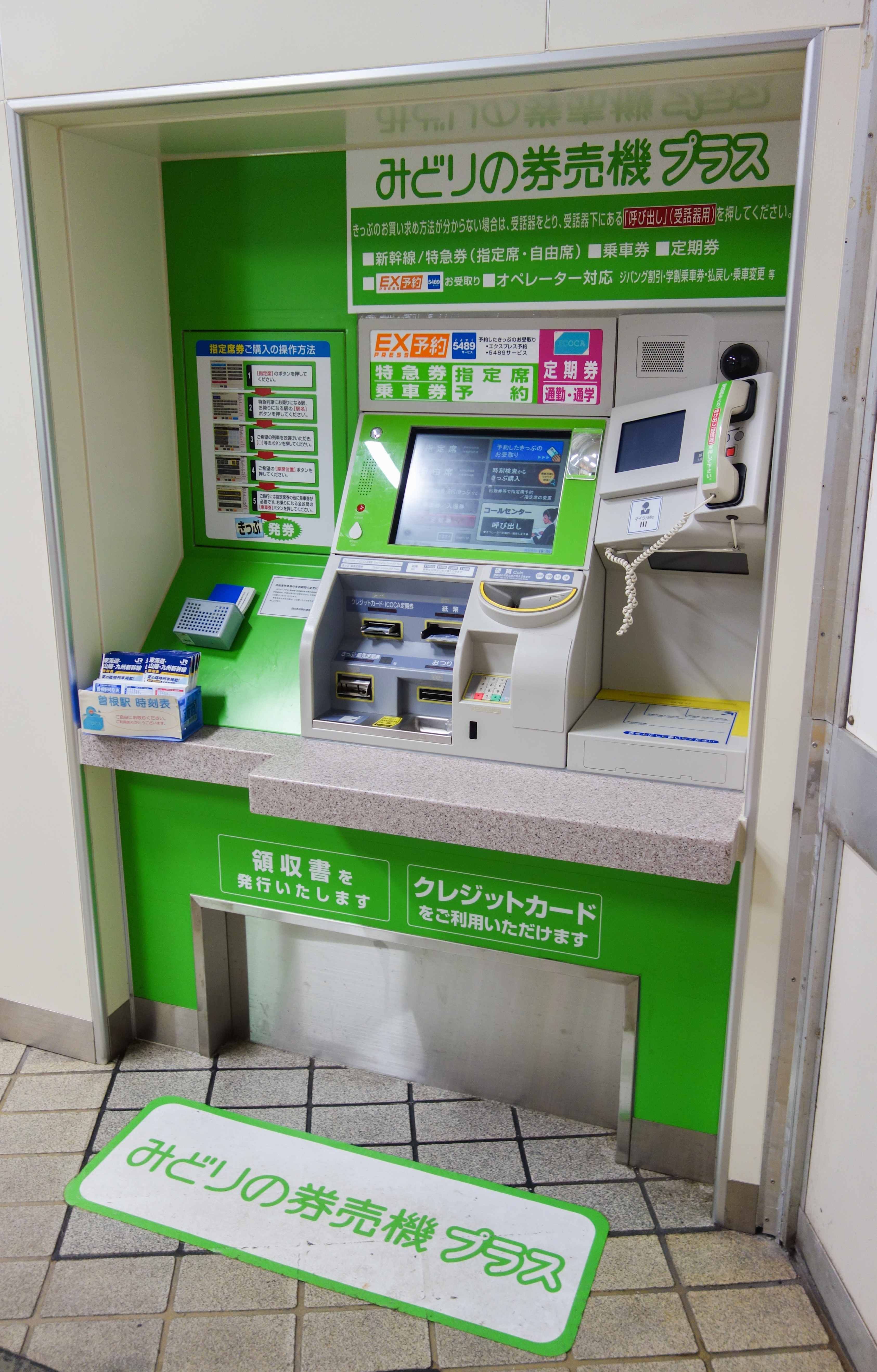
モニター・受話器付機種（曽根駅・MV35型）

鉄道情報システムが開発し、2010年より提供している音声・映像情報入出力装置付指定席券売機。指定席券売機に小型カメラとオペレーターとの通話機能を追加したもの。各社で以下の名称を用いている（基本的な機能に差異はない）。
- JR北海道 - 「話せる券売機」。2019年1月7日より導入開始[50]。
- JR東日本 - 「話せる指定席券売機」。2020年3月14日より広野駅・富岡駅・大野駅・双葉駅・浪江駅を皮切りに導入開始[51][52]。
- JR東海 - 「サポートつき指定席券売機」。2017年10月1日より幸田駅の無人駅化（JR全線きっぷうりば廃止）に伴う代替設置を皮切りに導入開始[53]。
- JR西日本・JR四国 - 「みどりの券売機プラス」。JR西日本は2010年1月30日より須磨駅と甲南山手駅でみどりの窓口廃止による代替を皮切りに運用開始。JR四国は2020年8月3日より善通寺駅、詫間駅、今治駅を皮切りに運用開始[54]。オペレーターは両社共にJR西日本交通サービスが担当[55]。
- JR九州 - 「なんでも私に聞いてください!「ど〜ぞ」」。2020年4月1日より笹原駅・春日駅・水城駅を皮切りに導入開始[56][57]。

リモートマルスと同様にオペレーターによる対応が可能となったことで、検索にかからない複雑な経路の乗車券や学割乗車券など、みどりの券売機では取り扱えなかった乗車券の購入、通学定期券の新規購入と年度跨ぎの継続購入、各種乗車券の払い戻しなどが可能となっている。払い戻し時のきっぷ類や証明書の提示は、カメラ読み取り部に乗車券や証明書などを置き、オペレーターとの対話によって処理を行う。
リモートマルスでは全操作においてオペレーターとのやり取りが必要であったが、アシストマルスではオペレーターを通さずに従来のタッチパネルのみで乗車券類の購入も可能で、これがリモートマルスと大きく違う点である。従来の指定席券売機の機能で買えない券種（寝台券や周辺無人駅相互間の普通回数券等）は画面右下の「呼び出し」（当初は「きっぷの購入に関するお問合せ」）を押してオペレーターを呼び出して購入する。
ただし、みどりの窓口で扱う全ての内容が取扱える訳では無く、「レール&レンタカー」など一部のトクトクきっぷ、多くのイベント券や団体乗車券等は指定席券売機と同様に取扱は出来ない。また、一葉化券の部分払戻（特急券と乗車券が1枚で発行されたきっぷの乗車券または特急券のいずれかのみを払戻す等）や、マルス以外で発行されたきっぷの変更・払戻等、一部ケースでは変更や払戻等も取扱が出来ないことがある。取扱が出来ない対応については、近隣のみどりの窓口設置駅までの無料乗車票（乗車時は有人改札利用・設置駅が無人駅の場合はそのまま乗車）が発券され、利用者が乗車票で指定された駅まで移動した上で改めて窓口で処理や発行を依頼しなければならない場合がある。
なお、オペレーターの呼び出しに時間が掛かることもある点は従来のリモートマルスと同様であり、予約したきっぷの受取が出来ないまま列車が発車してしまうことや、多客期には画面上に表示される想定の待ち時間よりも相当に長時間待たなければならないこと、長時間待った後にオペレーターから当券売機では取り扱いが出来ない処理であることを告げられて、結局利用者が別のみどりの窓口設置駅に出向かなければならない場合があるなど、従前に比べて迅速性や利便性が大幅に低下しているという問題も浮上している。
交通新聞社やJTBパブリッシングが発行している時刻表において、アシストマルスを設置している駅は『みどりの窓口設置駅』として扱われている。JR西日本では、出札・改札業務の集約化の一環として、改札業務の遠隔システムである「改札口コールシステム」と合わせて、「みどりの券売機プラス」の導入を積極的に進める方針を示しており、京阪神地区では有人窓口（みどりの窓口）を2018年度当初時点での180駅から2030年度頃には拠点駅・新幹線駅など約30駅程度にまで規模縮小した上で、2018年度当初時点で約50駅となっている「みどりの券売機プラス」設置駅数を、これまで有人のみどりの窓口が1つしかなかったような小さな駅を中心に100駅程度（2030年度頃）にまで拡大し、それ以外の駅のほぼ全ての有人駅にはICカードの購入やクレジットカードを利用した定期券購入が可能な高機能型券売機を導入する方針を示している。一方で、アシストマルス設置駅所在地とは離れた遠隔地に設置されたコールセンターに勤務するオペレーターが設置駅周辺地域や沿線の地理に明るくない場合もあり、利用者への応対が不十分となる弊害も発生している。
同様に、JR東日本でも年間25億円程度の人件費削減効果を見込み、2021年に管内440駅にあった窓口を2025年度までに140駅程度に縮小・集約し「指定席券売機」や「話せる指定席券売機」に置き換える方針を進めていたが、前述の通り、みどりの窓口の代替として設置されたものにもかかわらず、みどりの窓口で扱う全てのものが取扱われていなかったり、利用が集中した場合にはオペレーターに繋がるまで時間が掛かるなどの問題が発生し、繁忙期には残存しているみどりの窓口に長時間の待ち行列ができるなど混乱が生じたため、209駅まで窓口を削減した2024年5月の時点で事実上の方針撤回となった。
なお、JR北海道札幌駅・南千歳駅・新千歳空港駅にて2021年1月21日より利用を開始した「きっぷ精算機」は、通常のきっぷ精算（乗車券を挿入して不足額を精算する機能）の他、トマム駅で発券された「QRコード乗車駅証明書」を用いて、アシストマルスと同様の操作方法で運賃・料金の精算を行う機能を有している。

## 導入駅
導入駅は各社Webサイトに掲載されている。
- JR北海道：指定席券売機はどこの駅に設置されていますか。
- JR東日本：指定席券売機のある駅
- JR東海：主な駅のご案内
- JR西日本：きっぷ受取駅一覧
- JR四国：予約されたきっぷのＪＲ四国の受取駅一覧
- JR九州：指定席券売機について

特徴的な設置場所として、日本旅行新大阪支店にもMV10型が設置されていた。JR西日本直営の旅行センター「Tis」が2001年に日本旅行へ譲渡されたためで、しばらくの間旅行会社管理の唯一のMV端末として存在したが、JR西日本直営時代と異なりクレジットカードが使用できなくなり、2010年頃に撤去された。

### 注記
1. ↑  JR北海道では鉄道情報システム開発のオプション機能を利用して通常の券売機に準じたエドモンソン券様式の金額式近距離券を現金購入専用で発売している他、JR東海も2019年6月から[28]、JR九州も2020年から順次同様の機能を使用している。
2. ↑  2024年3月末までは全てのきっぷの払いもどしが指定席券売機では対応不可であった。
3. ↑  なお、ここに挙げた指定席券売機非対応の事例は、えきねっとやe5489等のインターネット列車予約サービスでも対応していないものが多い。また、対応できるものについても、操作性が分かり辛く使い難いこと、乗車区間次第ではインターネット予約の方が高額となるケースがあるほか、インターネット列車予約サービスがJR各社独自に整備された結果、インターネット予約ではJR各社の会社境界を跨ぐ場合に購入・発券ができない場合があったり、対象エリア外であったりする等の制約が多く、現状では利便性が大きく劣る状況である[39]。これらの事情から、必然的に駅窓口での対応が必要となるケースが多い。
4. ↑  JR西日本・JR東海では、かつては基本的に自駅発・当日利用開始の乗車券のみ購入可能だった（『時刻検索から購入』では前売の購入も可能だった一方、特急列車を含まない場合購入不可としていた）。ただし、乗車区間内に特急又は快速（指定席連結列車）の停車駅を2つ以上含む場合のみ「在来線特急・新幹線を利用」や「時刻検索から購入」の項目で購入可能としていた。また、JR北海道・JR東日本・JR四国・JR九州の駅ではJR西日本・JR東海が機能を改修する以前から、時刻検索での購入時にも他駅発乗車券が購入となっていた。
5. ↑  ここではJR東海エクスプレス・カードの国際ブランドがないタイプ（JR東海とJR西日本の一部駅のみ利用可能。既存会員の更新のみ）や、JRカード以外のNICOS国内専用カード（旧日本信販時代からNICOSブランドと直接契約しているJR北海道・JR四国・JR九州のみ利用可能。既存会員の更新のみ）、イオンカードのプロバーカードや店頭申込時に発行される仮カード（イオンクレジットサービスと直接契約しているJR北海道・JR九州のみ利用可能）が該当する。
6. ↑  公式ウェブサイトの「みどりの窓口一覧」では、設置駅に「オペレーターがご案内する券売機で指定券などを購入できます」という注記がされている[45]。
7. ↑  但し、2021年12月号まではJR西日本・JR四国の「みどりの券売機プラス」以外のアシストマルス設置駅は『みどりの窓口設置駅』として扱われていなかった。